# SN 2009jf
SN 2009jf – supernowa typu Ib odkryta 27 września 2009 roku w galaktyce NGC 7479. W momencie odkrycia miała maksymalną jasność 18,00m.